# Solymári-víznyelő
A Solymári-víznyelő egyike volt a Solymáron elhelyezkedő barlangoknak, amely azonban napjainkra megsemmisült.

## Leírás
Koch Antalnak a Földtani Közlönyben megjelent leírása alapján a Dachsteinmész-hegyen, a kettős kúp közti nyergen több ölnyire egy vízmosás vájta be magát. A nyereg közepe táján összetornyosuló Dachsteinmész-sziklákról 3°-nyi mélységig kell a víznek esnie s ezen a helyen van az első betörési, vagy befolyási barlang, a Jánoslyuka, mely a vízmosásban végigfolyó víz által mosatott ki. Az egész barlang nem egyéb mint egy 4°-nyi mélyedés a Dachsteinmésznek egy ÉÉK-re dűlő nagy rétege alá, mely mindinkább alacsonyodik s végül vízszintes hasadékban végződik, mely iszappal be van tömülve, úgyhogy beljebb hatolni sehol sem lehet.
A barlang szélessége a nyílásnál 5°, magassága 2°. Jelenleg a vízmosásban végig folyó víznek csak kis részét nyeli el, t.i. azt mely a boltozat egy hasadékán át folyik a barlangba; a víznek legnagyobb mennyisége 3°-nyi esés után az 1°-lel mélyebb vízmosásban lefelé folyik. Eredetileg ez nem lehetett így, a víznek legnagyobb részét bizonyosan a barlang nyelte el, de a lezuhanó víz idő folytában kimoshatván az árok fenekét, most mellette folyhat el.
Előfordul a barlang az irodalmában Hanzl’s-Loch (Koch 1871), Hanzl’sloch (Koch 1871), Hanzlsloch (Kadić 1952), Jánoslyuka (Koch 1871), János-lyuka (Koch 1871) és Solymári viznyelő (Kadić 1952) neveken is. A Jánoslyuka és János-lyuka elnevezésekből félreértés származhat. Nem azonos a Solymári-kőfülkével, amit Leél-Őssy Sándor 1957-ben Jánoslyuk-barlang néven írt le. Nincs kiderítve, hogy a Jánoslyuka elnevezés tévedésből került a Solymári-kőfülkére, vagy két egymáshoz közeli üreget is a János személynévvel hoznak összefüggésbe. Pápa Miklósnak és Dénes Györgynek az útikalauzában történik egy említés János-lyukról, de valószínűleg az a Solymári-kőfülkére vonatkozik, mert az a híresebb.

## Történet
Az 1870. évi Természettudományi Közlönyben lévő, Koch Antal által írt tanulmányban valószínűleg ez a víznyelő van említve. Koch Antal írta le részletesen az üreget az 1871. évi Földtani Közlönyben, Hanzl’s-Loch, Jánoslyuka és János-lyuka neveken. Másik, 1871-ben megjelent tanulmányában Hanzl’sloch néven is szerepel a barlang. A Kadić Ottokár által írt, 1952-ben befejezett kéziratban ismertetve van a barlang (Solymári viznyelő néven). Az ismertetés a Koch Antal által írt tanulmánynak (1871) a Solymári-víznyelőre vonatkozó részéből áll. Ez a leírás a barlang két névváltozatát, illetve a barlangot említő három irodalmi mű felsorolását is tartalmazza. A barlang további sorsa, pusztulásának oka ismeretlen.